# Shuto Kitagawa
Shuto Kitagawa (北川 柊斗 Kitagawa Shuto?, Mie, 1 de junio de 1995) es un futbolista japonés que juega como delantero en el Reilac Shiga de la Japan Football League.

## Trayectoria

### Clubes
| Club                         | País  | Año       |
| ---------------------------- | ----- | --------- |
| Montedio Yamagata            | Japón | 2018-2020 |
| Giravanz Kitakyushu (cedido) | Japón | 2019      |
| Thespa Gunma                 | Japón | 2021-2024 |
| Reilac Shiga                 | Japón | 2025-     |